# 赖亚力
赖亚力（1910年6月—1994年12月5日），四川内江人，中华人民共和国政治人物、外交官。

## 生平
1934年起任冯玉祥政治秘书。1938年加入中国共产党，在中共南方局领导下从事秘密工作。
1961年3月到1964年4月任中华人民共和国驻马里首任大使。1964年7月至1969年12月任中华人民共和国外交部礼宾司司长。1973年3月至1975年8月任中国国际问题研究所副所长。1975年9月至1981年4月任中华人民共和国常驻联合国副代表。1981年5月，回国任中国人民外交学会副会长。
1994年12月5日在北京逝世。